# Raoul Lambert
Raoul Lambert (Bruges, 20 d'octubre de 1944) fou un futbolista belga de les dècades de 1960 i 1970.
Fou 33 cops internacional amb la selecció belga de futbol entre 1966 i 1977, amb la qual disputà la Copa del Món de futbol de 1970 i l'Eurocopa 1972. Pel que fa a clubs, defensà els colors del Club Brugge on marcà un total de 270 gols en 458 partits en totes les competicions.

## Palmarès
- Lliga belga de futbol:
  - 1972-73, 1975-76, 1976-77, 1977-78, 1979-80
- Copa belga de futbol:
  - 1967-68, 1969-70, 1976-77